# Aepyprymnus rufescens
El canguro rata rojizo (Aepyprymnus rufescens) es una especie de marsupial diprotodonto de la familia Potoroidae. Es la única especie de su género y es endémico de Australia.